# Spider-Man: Beyond the Spider-Verse
Spider-Man: Beyond the Spider-Verse (bra: Homem-Aranha: Além do Aranhaverso) é um futuro filme de animação norte-americano de super-herói estrelado pelo personagem Miles Morales / Homem-Aranha da Marvel Comics. Ele será produzido pela Columbia Pictures e Sony Pictures Animation, em associação com a Marvel Entertainment, e distribuído pela Sony Pictures Releasing. Ele será uma sequência direta de Spider-Man: Across the Spider-Verse (2023), ambientado em um multiverso compartilhado de universos alternativos conhecido como "Aranhaverso", também sendo o décimo sexto filme da série de filmes Homem-Aranha. O filme será dirigido por Joaquim Dos Santos, Kemp Powers e Justin K. Thompson e incluirá a dublagem de Jason Schwartzman.
A Sony começou a desenvolver uma sequência de Into the Spider-Verse antes do lançamento do filme em 2018 e, eventualmente, optou por dividi-lo em dois filmes que foram oficialmente anunciados em dezembro de 2021. O título do terceiro filme foi anunciado em abril de 2022, antes das gravações de voz terem sido suspensa em julho de 2023 devido à greve da SAG-AFTRA de 2023. Após o fim da greve em novembro do mesmo ano, a produção do filme foi retomada.

## Elenco
- Shameik Moore como Miles Morales / Homem-Aranha: Um adolescente que assumiu o papel de Homem-Aranha da Terra-1610 após a morte de Peter Parker de sua realidade e está preso em um universo alternativo, a Terra-42.[2][3]
- Hailee Steinfeld como Gwen Stacy / Mulher-Aranha: Uma versão de Gwen Stacy que é a Mulher-Aranha da Terra-65.

- Jason Schwartzman como Dr. Jonathan Ohnn / O Mancha: Um antigo cientista da Alchemax que tornou-se um supervilão após um acidente, cujo corpo agora está coberto por portais interdimensionais que lhe permitem viajar pelo espaço e universos diferentes.[4]
- Karan Soni como Pavitr Prabhakar / Homem-Aranha Índia: Uma versão de universo alternativo de Peter Parker baseada em Mumbattan, Índia.[5] Além disso, Jharrel Jerome repete seu papel de voz como a versão da Terra-42 de Miles G. Morales / Gatuno do final de suspense do filme anterior, Spider-Man: Across the Spider-Verse (2023).[6][7][8]

## Produção

### Desenvolvimento
Em novembro de 2018, um mês antes do lançamento de Spider-Man: Into the Spider-Verse, a Sony Pictures Animation iniciou o desenvolvimento de uma sequência para o filme. Phil Lord e Christopher Miller retornaram do primeiro filme como produtores. Após concluírem a história que queriam contar na continuação, eles perceberam que o material era muito extenso para um único filme e decidiram dividi-lo em duas partes, que foram anunciadas em dezembro de 2021 junto com os títulos Spider-Man: Across the Spider-Verse (Part One) e (Part Two). O trabalho em ambas as partes estava ocorrendo simultaneamente, com Lord e Miller trabalhando nelas com os diretores Joaquim Dos Santos, Kemp Powers e Justin K. Thompson. Esperava-se inicialmente que a segunda parte fosse lançada em 2023, contudo, em abril de 2022, a data de lançamento do longa foi adiada para 29 de março de 2024. Ao mesmo tempo, a Sony também adiou o lançamento da primeira parte de outubro de 2022 para junho de 2023. Na época os dois filmes receberam novos títulos e tornaram-se Spider-Man: Across the Spider-Verse e Spider-Man: Beyond the Spider-Verse. Em resposta à afirmação de um artista, que trabalhou em Across, de que não seria possível lançar Beyond em março de 2024 devido a uma suposta falta de progresso na produção, tanto Lord quanto Miller declararam que a produção "levaria o tempo necessário" para que o filme fosse concluído de acordo com seus padrões. No final de julho de 2023, a greve da SAG-AFTRA de 2023 resultou na suspensão das gravações de voz do filme. Diante do evento, que não permitiu que o elenco de voz completasse seus diálogos a tempo para cumprir o prazo da data de lançamento original, o longa foi adiado indefinidamente e sua data de lançamento original foi preenchida por Ghostbusters: Frozen Empire. Após a conclusão da greve em novembro de 2023, o Deadline Hollywood informou que as gravações de voz do filme estavam programadas para serem retomadas no mesmo mês.
Insinuando detalhes sobre o enredo do filme, Peter Ramsey, o produtor de Across the Spider-Verse, disse para Aaron Perine do ComicBook.com durante a cerimônia de estreia do filme no tapete vermelho que não havia nada impedindo Dos Santos, Powers e Thompson de contar a história que eles gostariam de contar, que toda a produção estava sentindo que o "céu realmente é o limite" e com as centenas de pessoas trabalhando no filme trazendo sua imaginação para a mesa. Pouco tempo depois do lançamento do filme, Lord e Miller confirmaram durante uma entrevista ao Entertainment Tonight que Beyond the Spider-Verse seriam seu último longa-metragem na franquia Aranhaverso e a conclusão do arco de história do Miles Morales.

### Escolha de elenco
O Mancha, dublado por Jason Schwartzman, teve sua participação confirmada em Across the Spider-Verse e Beyond the Spider-Verse em junho de 2022.

## Lançamento

### Cinema
Spider-Man: Beyond the Spider-Verse será lançado nos Estados Unidos em 25 de junho de 2027, pela Sony Pictures Releasing. O filme estava programado para ser lançado nos Estados Unidos em 29 de março de 2024, em grandes formatos premium e IMAX. Em resposta a uma reclamação de um artista, que trabalhou na produção do filme anterior, de que não seria possível lançar Beyond em março de 2024 devido a uma suposta falta de progresso na produção, tanto Lord quanto Miller afirmaram que a produção "levaria o tempo necessário" para que o longa-metragem fosse concluído de acordo com seus padrões. O filme foi adiado indefinidamente no final de julho de 2023, supostamente em razão da greve da SAG-AFTRA de 2023, não permitindo que o elenco de vozes concluíssem seus diálogos a tempo da data de lançamento original de 29 de março de 2024. Em setembro de 2024, Sneider relatou que Beyond the Spider-Verse não tinha agendamento de lançamento antes de 2027. Em março de 2025, Beyond the Spider-Verse finalmente teve sua data de lançamento anunciada para junho de 2027. Em 18 de julho de 2025, foi anunciado que o filme havia sofrido um atraso de três semanas em seu cronograma de lançamento. A nova data de estreia foi remarcada para 25 de junho de 2027.

### Home media
Em abril de 2021, a Sony assinou acordos com a Netflix e a Disney pelos direitos de seus filmes de 2022 a 2026, em conformidade com as janelas de lançamento da mídia doméstica e teatral dos filmes. A Netflix assinou os direitos exclusivos de transmissão "pago por 1 janela", que normalmente é uma janela de 18 meses e incluiu as sequências de Spider-Man: Into the Spider-Verse; estas condições foram baseadas no acordo que a Netflix assinou com a Sony Pictures Animation em 2014. A Disney assinou os direitos "pagos por 2 janelas" para os filmes, que seriam transmitidos nos serviços Disney+ e Hulu, bem como transmitidos nas redes de televisão aberta da Disney.